# Antonina Dunajewska
Antonina Dunajewska z domu Duchnowska, secondo voto Lineburg ps. „Irena Riner” (ur. 16 lutego 1883 w Płuchowie, zm. 31 grudnia 1958 we Wrocławiu) – polska aktorka teatralna.

## Życiorys
Urodziła się w Płuchowie (obecnie obwód lwowski, rejon złoczowski na Ukrainie). Córka Kazimierza Duchnowskiego i Marii z domu Hirszberg. W 1899 została żoną malarza Włodzimierza Dunajewskiego. Należała do PPS, zaś jej mąż poniósł śmierć w egzekucji w Cytadeli. Miała z nim syna Stanisława (1900–1985, oficer). W późniejszym czasie była żoną aktora Jana Mrozińskiego (właściwie Jana Lineburga).
Jako aktorka teatralna występowała od 1905 w Krakowie, Sosnowcu, w teatrach objazdowych, w latach 1923–1939 w stałym zespole Teatru Miejskiego w Łodzi. Tu też, w lutym 1936 r., obchodziła jubileusz 30-lecia pracy scenicznej.
Po 1944 była aktorką teatru 2 Armii Wojska Polskiego, później występowała w Częstochowie, Łodzi, a od 1947 we Wrocławiu do śmierci.
Została pochowana na Cmentarzu Osobowickim we Wrocławiu.

## Filmografia
- 1958 – Dwoje z wielkiej rzeki

## Odznaczenia
- Krzyż Oficerski Orderu Odrodzenia Polski (26 lutego 1954, w związku z 50-leciem pracy aktorskiej)[3]
- Złoty Krzyż Zasługi (19 kwietnia 1956, za zasługi w dziedzinie sztuki teatralnej i pracy zawodowej)[4]
- Medal 10-lecia Polski Ludowej (23 maja 1955, na wniosek Ministra Kultury i Sztuki)[5]